# Abraham Klein
Abraham Klein (en hebreo: אברהם קליין‎, Timișoara, Reino de Rumania, 29 de marzo de 1934) fue un árbitro israelí de fútbol internacional que se desempeñó en la Ligat ha'Al, la North American Soccer League, la Dallas Cup y en la Copa Mundial de Fútbol.

## Carrera
Klein huyó de Rumania con sus padres durante la Segunda Guerra Mundial, huyendo primero a los Países Bajos y luego a Israel, instalándose en un kibutz. Comenzó dirigiendo partidos ente equipos del ejército, hasta que dirigió finalmente en la Ligat ha'Al.
Arbitró internacionalmente algunos de los partidos más importantes de la Copa del Mundo entre 1970 y 1982. En su primer partido mundialista, en la Copa Mundial de Fútbol de 1970, dirigió el partido entre Brasil e Inglaterra, por el Grupo D. Tras los minutos reglamentarios intentó detener el partido, pero los jugadores no escucharon el silbato, por lo que dejó que el partido se jugara unos minutos más. Ningún árbitro israelí fue elegido para participar en la Copa Mundial de Alemania Federal, pero en 1978 dirigió tres partidos en Argentina: Argentina - Italia en la primera fase de grupos, Austria - Alemania Federal en la segunda fase de grupos, y el partido por el tercer lugar entre Italia y Brasil. En 1982 dirigió sólo un partido, el disputado entre Brasil e Italia en Barcelona, y fue juez de línea en la final disputada entre Italia y Alemania Federal.
Dirigió desde 1957 en la Ligat ha'Al, desde 1977 a 1981 en la North American Soccer League y desde 1980 a 2000 en la Dallas Cup.